# Lempertshausen
Lempertshausen ist ein Gemeindeteil der Stadt Bad Rodach im oberfränkischen Landkreis Coburg.

## Lage
Das Dorf liegt am westlichen Rande der Langen Berge, rund zwei Kilometer nördlich von Bad Rodach, an der bayerischen Landesgrenze zu Thüringen. Der Grundbach, ein Zufluss der Rodach durchfließt den Ort, der durch Gemeindeverbindungsstraßen mit den Nachbarorten Bad Rodach, Heldritt und Roßfeld sowie dem thüringischen Massenhausen verbunden ist.

## Geschichte
Urkundlich wurde Lempertshausen erstmals 1152 als „Lemphrideshusen“ erwähnt.
1321 erwarb das Kloster Veilsdorf von Herman von Luther, dem Vogt der Burg Strauf, das Recht Steuern einzutreiben. Das Kloster übte das Lehensrecht in Lempertshaussen bis zur Reformation aus. Später gingen die Lehensrechte wohl an die Herren von Heßberg über. Pfarr- und Schulort ist seit 1350 bzw. 1355 Rodach.
Zu Beginn des Dreißigjährigen Krieges hatte Lempertshausen 17 Häuser. 1642 lebten in dem verödeten Ort keine Menschen mehr. 1658 waren wieder zwei Häuser neu errichtet worden und 1678 lebten wieder 30 Personen in dem Ort. 1856 hatte Lempertshasen 153 Einwohner und 31 Häuser.
In einer Volksbefragung am 30. November 1919 stimmten sechs Lempertshäuser Bürger für den Beitritt des Freistaates Coburg zum thüringischen Staat und 31 dagegen. Somit gehörte ab dem 1. Juli 1920 auch Lempertshausen zum Freistaat Bayern.
Am 10. April 1945 wurde Lempertshausen durch US-amerikanische Truppen beschossen, nachdem elf Soldaten der Waffen-SS aus einer Stellung am Hopfenberg das Feuer eröffnet hatten. 13 Wohnhäuser und 17 Scheunen brannten ab. Acht Menschen und 122 Tiere starben. In einem neuen Ortswappen von 1954 erinnern rotgoldene Flammen und eine auffliegende Friedenstaube an die damalige Zerstörung und den folgenden Wiederaufbau des Dorfes. Von 1945 bis 1989 trennte die innerdeutsche Grenze Lempertshausen von seinem thüringischen Nachbardorf Massenhausen. 1958 wurde ein neues Gemeindehaus errichtet. 1968 gewann die Gemeinde den Wettbewerb „Das schönere Dorf“ und erhielt dafür einen vom Coburger Bildhauer Ernst Köhler gestalteten Brunnen. Aus grauem Granit gehauen zeigt er als Symbol für Zerstörung und  Wiederaufbau den mythischen Vogel Phönix.
Am 1. Januar 1975 wurde Lempertshausen nach Rodach bei Coburg eingemeindet. Damaliger Bürgermeister war Hermann Morgenroth.
Seit Juni 1998 steht auf dem Hopfenberg ein etwa fünf Meter hoher Kirchenglockenturm, in dem eine ehemalige Absberger Glocke hängt, die zu den evangelischen Gottesdiensten in Bad Rodach ruft.

## Einwohnerentwicklung
| Jahr | Einwohnerzahl |
| ---- | ------------- |
| 1678 | 30            |
| 1693 | 69            |
| 1856 | 153           |
| 1910 | 159           |
| 1933 | 157           |
| 1939 | 145           |
| 1975 | 142           |